# .xxx
.xxx是只限于成人色情行业使用的互聯網顶级域名。2011年3月18日被ICANN正式批准，4月15日加入根域名服务器中 。拥有.com域名的成人网站将会保留相应的.XXX域名。
由于很多成人网站都在使用.com/.net/.info之类的域名，所以家长很难区分哪些网站是有益或有害的。.xxx的申请目的为更容易的区分成年网站并且可以加强家长控制功能。2000年和2004年ICM Registry两次递交.xxx顶级域名申请，但遭到政客和保守团体的强烈反对。家庭研究理事会曾发起宣传运动，声称.xxx域名将让色情行业渗透进互联网；而色情行业也反对，认为这会导致审查和迫害。ICANN在2008年拒绝了申请，认为设立.xxx域名所要承担的互联网执法和管理职能超出了它的职权范围。 2010年ICM Registry再次递交申请，并于6月正式获得ICANN批准，原定於2011年初开始使用，但在10年12月卻決定押後推出。2011年3月18日终于正式批准。
印度屏蔽.xxx域名 。
许多名人已联系域名注册管理机构 ICM Registry，要求将他们的名字列入永久保留清单，以防止他人用其名字注册 .xxx 域名。2011-08-24 已有大约 15000 个 .xxx 域名禁止注册。